# Kình Ngư
Chòm sao Kình Ngư (鯨魚), (tiếng La Tinh: Cetus) là một trong 48 chòm sao Ptolemy và cũng là một trong 88 chòm sao hiện đại, mang hình ảnh cá voi.
Chòm sao này có diện tích 1231 độ vuông, nằm trên thiên cầu bắc, chiếm vị trí thứ 4 trong danh sách các chòm sao theo diện tích.
Chòm sao Kình Ngư nằm kề các chòm sao Bạch Dương, Song Ngư, Bảo Bình, Ngọc Phu, Thiên Lô, Ba Giang, Kim Ngưu.

## Tên gọi
Chòm sao Kình Ngư mang hình ảnh của loài cá với.

## Thiên thể
Các thiên thể đáng quan tâm
- Sao biến đổi Mira, Ο Ceti
- Alpha Ceti
- Thiên hà M 77
- Thiên hà vô định hình IC 1613